# Pierre-Augustin Hulin
Pierre-Augustin Hulin (París, 6 de septiembre de 1758 - París, 5 de enero de 1841) fue un soldado del ejército francés que tuvo un papel importante en la Toma de la Bastilla.

## Inicios y Revolución francesa
En 1771 ingresó en el Regimiento de Infantería de Champagne. Al año siguiente pasó a formar parte de los Guardias suizos. En 1780 fue nombrado Sargento. El 14 de julio de 1789 se sumó a la toma de la Bastilla de la que fue uno de sus cabecillas. Fue protagonista de las principales jornadas de la Revolución francesa como comandante de los Voluntarios de la Bastilla y pasó un tiempo en prisión por ser parte de la facción moderada.

## Periodo napoleónico
Marchó con el Ejército de Italia como ayudante general de Napoleón. Posteriormente comandó sucesivamente las plazas fuertes de Niza, Livorno, Klagenfurt, Milán y Ferrara.
Posteriormente ocupó los cargos de jefe de Estado Mayor de la división del general Antoine Richepanse, oficial superior de palacio y jefe de Estado Mayor de la división Rivaud en España. Cumplió algunas misiones secretas para Napoleón y posteriormente fue jefe de Estado Mayor de la división Vautrin. Después de la batalla de Marengo comandó nuevamente la guarnición de Milán.
En el año XII de la Revolución (véase Calendario republicano francés) fue nombrado comandante de granaderos de la Guardia Consular con el grado de general de brigada. Ese mismo año fue condecorado con la Cruz de Honor. Fue nombrado presidente del consejo de guerra de Luis Antonio Enrique de Borbón-Condé, duque de Enghien, a quien intentó salvar infructuosamente.
Fue promovido a comendador de la Legión de Honor y se sumó a la Grande Armée. Comandante de Viena y Berlín sucesivamente, retornó a París en 1807 donde fue nombrado comandante militar de la ciudad (1.º División) con el grado de general de división. En 1808 recibió la distinción de Conde del Imperio y en 1811 la dignidad de Gran Oficial de la Legión de Honor.
Como gobernador militar de Paris fue uno de los seis blancos elegidos por el general Claude François de Malet en su intento de golpe de Estado mientras Napoleón estaba en Rusia. Malet se presentó en casa del Hulin en intentó arrestarlo, pero éste se resistió por lo que Malet le disparó un tiro de pistola y lo abandonó malherido, dándolo por muerto.
Recibió la Gran Cruz de la Orden de la Reunión. Tras la abdicación de Napoleón en Fontainebleau brindó su apoyo al gobierno provisional. Durante los Cien Días retomó el mando de la 1.º División y tras la Restauración tuvo que exiliarse. Regresó a Francia en 1819, tras lo que se retiró a una finca en Nivernais. Murió ciego en París el 5 de enero de 1841.